# 波希米亚女孩 (歌剧)
《波西米亚女孩》（The Bohemian Girl）是迈克尔·威廉·巴尔夫作曲的一部歌剧，剧本由阿尔弗雷德·邦恩（Alfred Bunn）编写。走进梦中的大礼堂（I Dreamt I Dwelt in Marble Halls）是其中最有名的一首詠嘆調。
1843年11月27日，它在伦敦皇家劇院首演，连演了100多天，之后又在纽约市（1844年11月25日）、都柏林（1844年）和费城（1844年）再次上演。并衍生出了德语、法语版。1922年和36年兩度被改編為電影。

## 角色

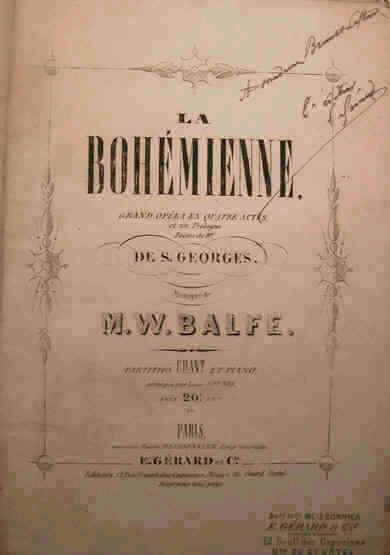
1869年法語樂譜首頁

| 角色                        | 聲域   | 1843年11月27日首演人員 （迈克尔·威廉·巴尔夫指揮） |
| --------------------------- | ------ | ------------------------------------------------- |
| Arline（安海姆伯爵的女兒）  | 女高音 | Miss Payne（第一幕） Elizabeth Rainforth（2-3幕） |
| Thaddeus（波蘭來的逃亡者）  | 男高音 | William Harrison                                  |
| 安海姆伯爵（Count Arnheim） | 男中音 | Conrado Borrani                                   |
| 吉普賽女王                  | 女低音 | Abigail Elizabeth Betts                           |
| Devilshoof（吉普賽酋長）    | 男低音 | George Stretton                                   |
| Florestein（伯爵的外甥）    | 男高音 | James Hudson                                      |
| Buda（Arline的隨從）        | 女高音 | Miss Payne                                        |
| 卫队长                      | 男低音 | Howell                                            |
| 官員                        | 男高音 | John Binge                                        |
| 第一個吉普賽人              |        | Birt                                              |
| 第二個吉普賽人              |        | T. Ridgway                                        |

## 情節

### 第一幕
波蘭貴族撒迪厄斯（Thaddeus）被流放到奧地利，加入了一夥吉普賽人的隊伍。他救下了險些被一頭鹿殺死的安海姆伯爵的小女兒阿利纳（Arline）。為表示感謝，伯爵請他赴宴，宴會上撒迪爾斯拒絕向奧地利國王的雕像敬酒，反而將酒潑到了雕像上。主人十分憤怒。他的吉普賽朋友Devilshoof劫持了阿利纳，幫助他逃脫。

### 第二幕
十二年過去了，長大的阿利纳幾乎不記得自己出身貴族。她與撒迪厄斯相戀，但吉普賽女王也很喜歡撒迪厄斯，安海姆的侄子Florestein愛上了阿利纳，女王設計陷害了阿利纳，結果導致阿利纳被Florestein逮捕。在受審時，安海姆伯爵通過她手臂上的傷疤認出了自己的女兒。

### 第三幕
阿利纳回到了父親身邊，在自家城堡的一場舞會上，她開始懷念自己的愛人。撒迪厄斯潛入城堡找到了她。他最終獲得了伯爵的信任，伯爵將女兒許配給他。吉普賽女王也跟著撒迪厄斯潛入了城堡，打算殺死阿利纳。Devilshoof發現了她，在搶奪武器的過程中，女王被殺死。

## 音樂
| 序曲（最初為A大調，1867年巴黎版採用了完全不同的C大調序曲） 第一幕 1. "Up with the Banner, and Down with the Slave" 2. "'Tis Sad to Leave Our Fatherland" 3. "In the Gypsy's Life" 4. "Is No Succour Near at Hand?" 5. "Down with the Daring Slave" 6. "What Sound Breaks on the Ear?" 7. "Follow, Follow" 第二幕 8. "Silence, Silence" 9. "Wine, Wine!" 10. "I Dreamt I Dwelt in Marble Halls" 11. "The Secret of Her Birth" | 12. "Happy and Light of Heart Are Those" 13. "'Tis Gone, the Past Was All a Dream" 14. "Come with the Gipsy Bride" 15. "Life Itself Is, at the Best" 16. "To the Hall!" 17. "The Heart Bow'd Down" 18. "Hold! Hold! We Cannot Give the Life We Take" 第三幕 19. "When Other Lips"（也叫Then You'll Remember Me） 20. "Through the World Wilt Thou Fly, Love" 21. "Welcome the Present" 22. "Oh, What Full Delight" |